# Maurício Mattos
Maurício de Araújo Mattos (1943 — Rio de Janeiro, 23 de dezembro de 2020) foi um empresário carioca e dirigente carnavalesco.

## Biografia
Foi relações-públicas da Portela e da AESCRJ. criou também, a conceituada revista Rio Samba e Carnaval, veículo que existe há 49 anos, sendo distribuídos gratuitamente para o público durante os desfiles na Marquês de Sapucaí). Também sugeriu a criação de camarotes nos desfiles. Recebeu diversos títulos e premiações, como a Medalha Tiradentes, Medalha Pedro Ernesto.
Presidiu a escola de samba Acadêmicos da Rocinha, da qual estava desde 2003 e diretor comercial da LESGA.